# Lombardstraat 61-67

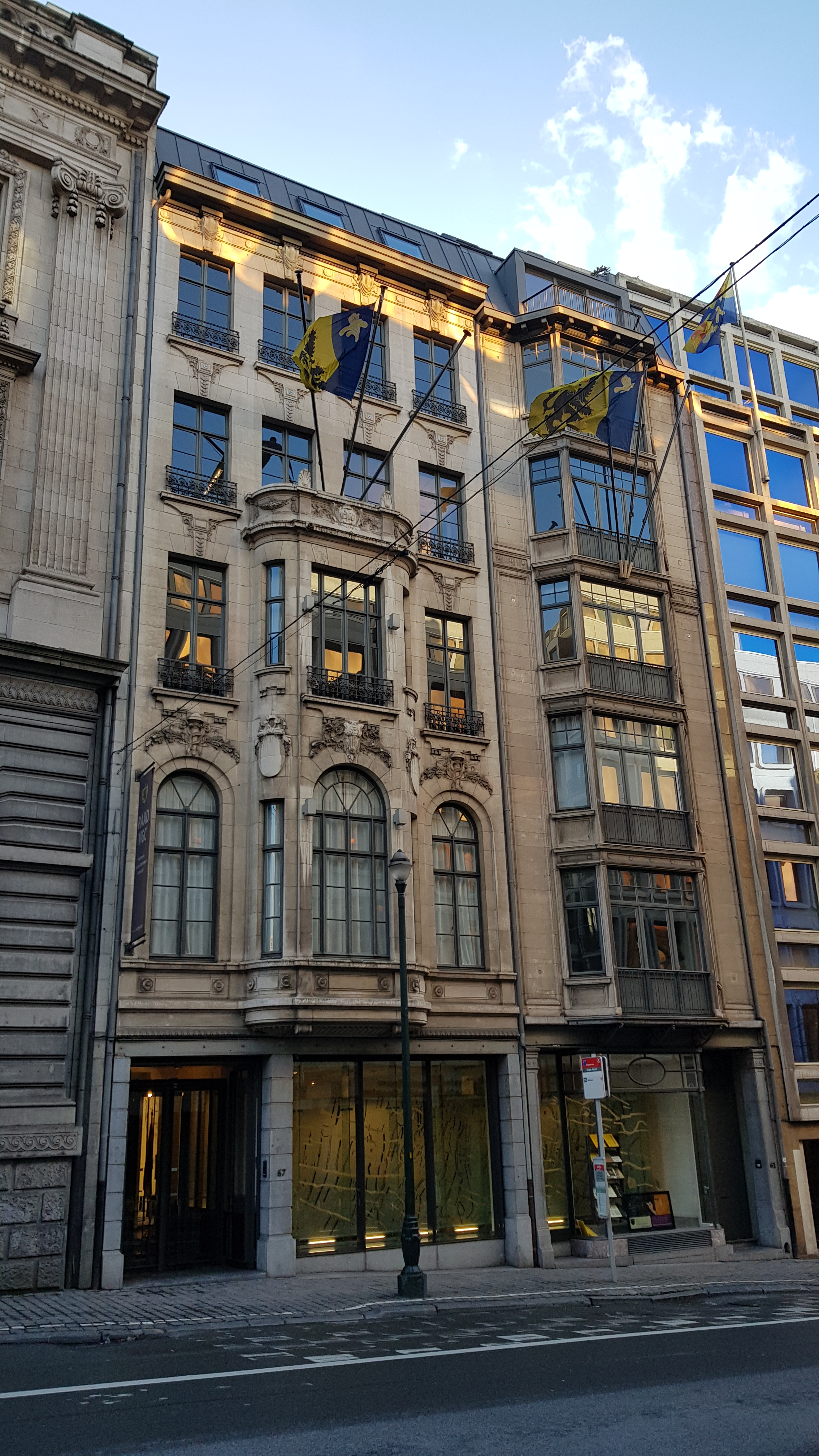
Lombardstraat 61-67

Lombardstraat 61-67 zijn twee panden in de Belgische hoofdstad Brussel. Het ene pand is een herenhuis op het adres Lombardstraat 65-67 en wordt De Vestel genoemd. Het andere pand is een appartementsgebouw op Lombardstraat 65-67 en wordt De Gieter genoemd. Het geheel van de twee panden staat naast het Brussels Parlementsgebouw (Lombardstraat 69) aan de Lombardstraat in de Vijfhoek in de Centrumwijk.
Het gebouw huisvest de diensten van het Raad van de Vlaamse Gemeenschapscommissie, waaronder ook de voorzitter en de griffie. De Franstalige diensten zijn aan de andere kant van het Brusselse parlementsgebouw gehuisvest aan de Lombardstraat 77.

## Geschiedenis
In 1910-1912 werd het pand op het adres Lombardstraat 65-67 opgetrokken naar het ontwerp van architect Joseph De Veste. 
Vlak voor de Eerste Wereldoorlog werd het pand op het adres Lombardstraat 61-63 opgetrokken naar het ontwerp van architect Pieter De Gieter.
In 2003-2005 werden de panden gerenoveerd en gerestaureerd en aan de achterzijde aangevuld met nieuwbouw. Daarbij werden de klassieke interieurs hersteld en werden de twee panden één gemaakt en met elkaar verbonden door middel van de nieuwbouw.
Op 1 december 2005 betrok de Raad van de Vlaamse Gemeenschapscommissie het gebouw.

## Gebouw
De twee panden zijn opgetrokken in de stijl van de beaux-arts en de gevels zijn deels gebeeldhouwd in een crèmewitte Franse Euvillesteen. Het interieur is rijk gedecoreerd met stucwerk en versieringen.

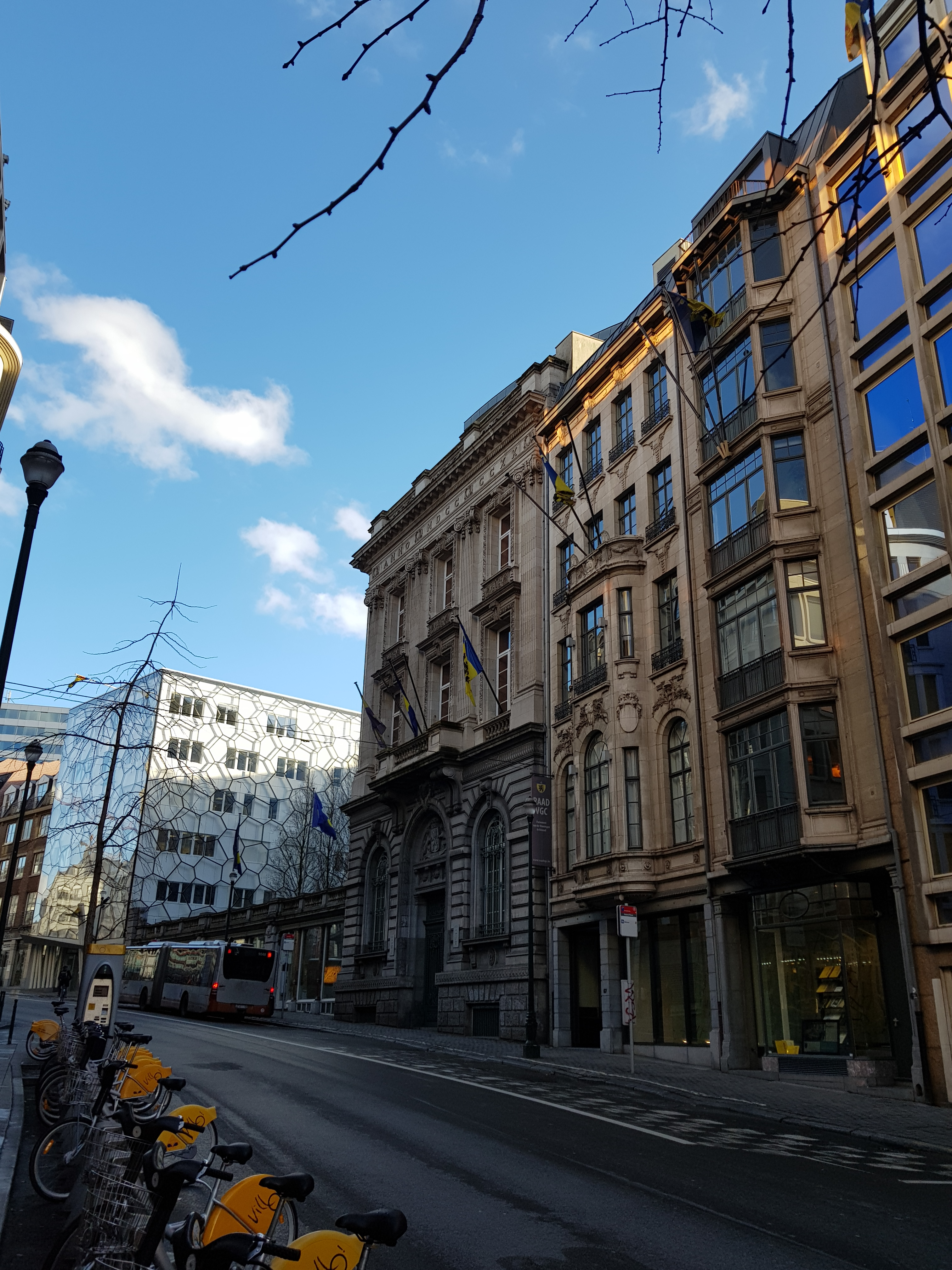
Rechts het gebouw op Lombardstraat 61-67, met links ervan het Brussels Parlementsgebouw en nog verder naar links Lombardstraat 77
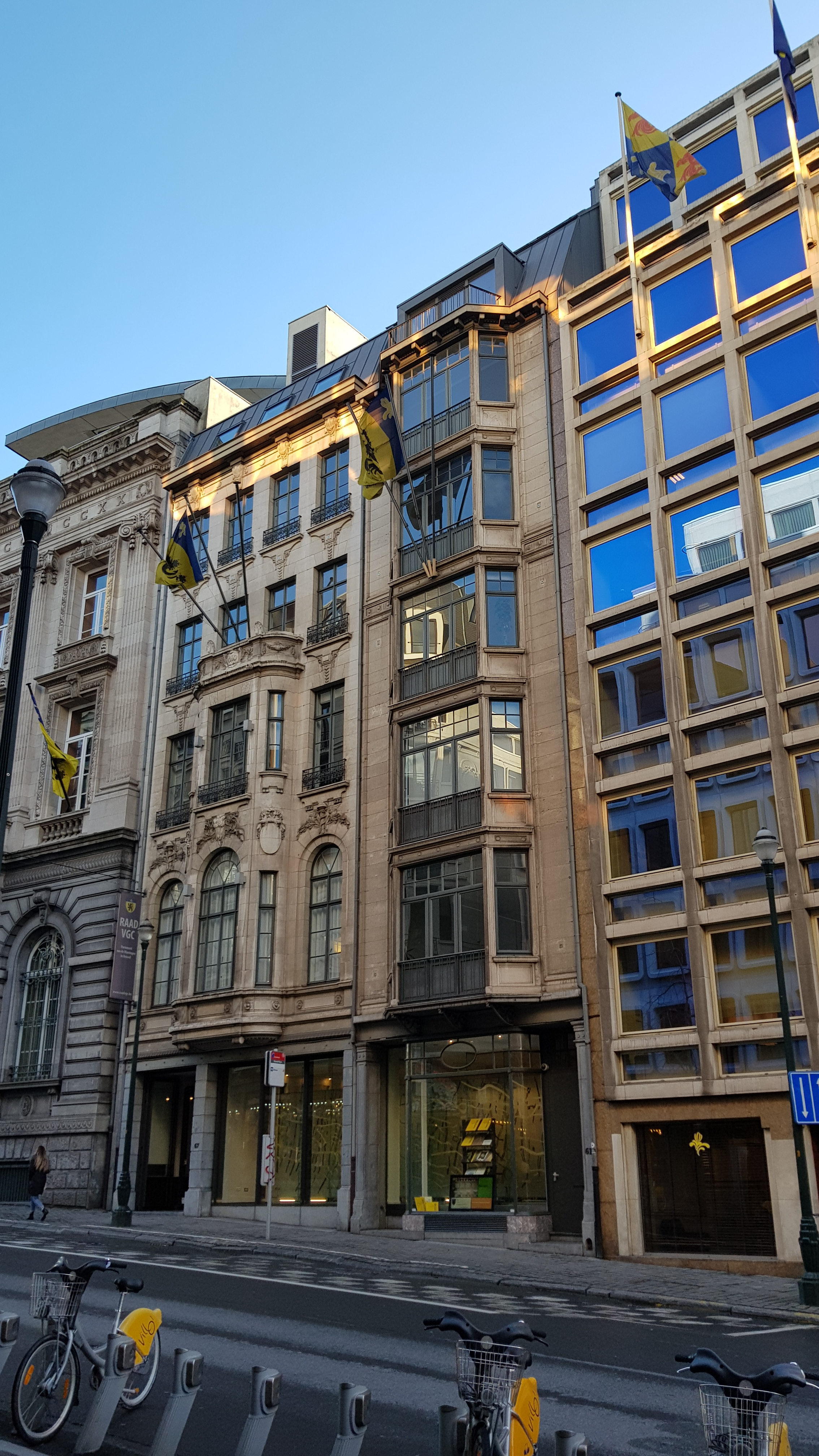
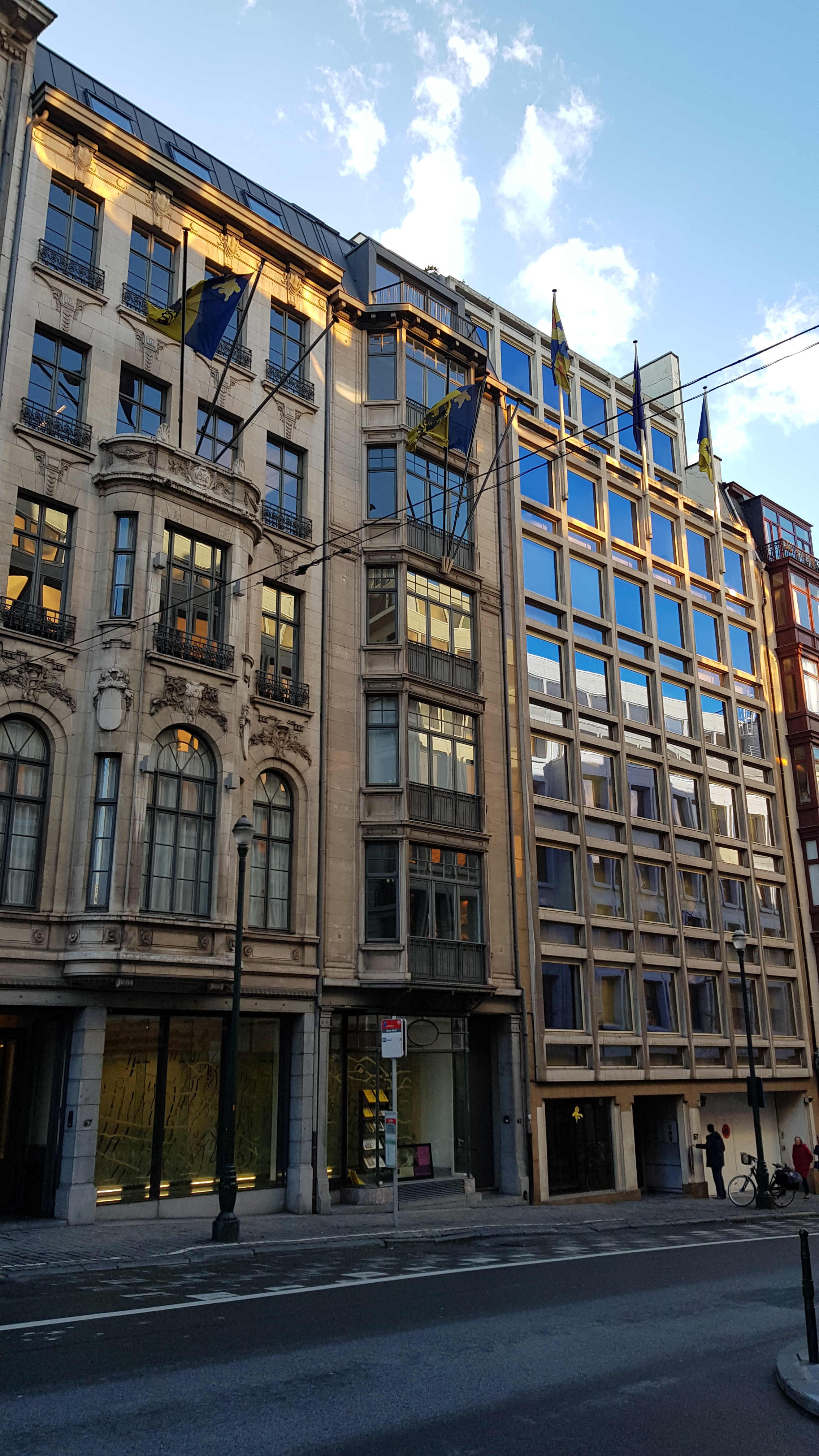